# Cáncer ureteral
El cáncer ureteral es un cáncer  de los uréteres, tubos musculares que llevan la orina de los riñones a la vejiga urinaria.  Es también conocido como carcinoma de uréter, cáncer de la pelvis renal. El cáncer en esta ubicación es raro.
Por su histología es usualmente un carcinoma del epitelio de transición.

## Síntomas
Los síntomas pueden incluir sangre en la orina (hematuria); micción disminuida y esfuerzo al orinar (por estrechez ureteral); micción frecuente y aumento de la micción nocturna (nocturia); endurecimiento de tejido en el periné y genitales; prurito; incontinencia; dolor durante o después de las relaciones sexuales (dispareunia); micción dolorosa (disuria); infección del tracto urinario recurrente; descarga uretral y edema.

## Factores de riesgo
El tabaquismo está asociado con un riesgo aumentado de este cáncer.

## Diagnóstico

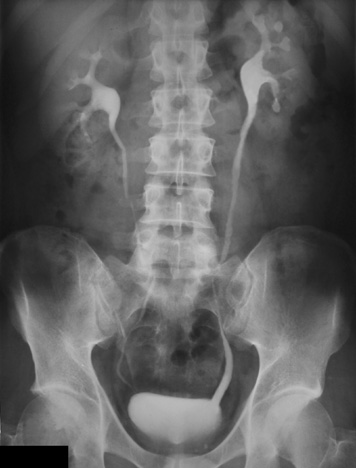
Ejemplo de una pielografía.

El diagnóstico puede incluir una hibridación fluorescente in situ, urotomografía, pielografía intravenosa, ureteroscopía y biopsia.

## Tratamiento
Los tratamientos incluyen cirugía, quimioterapia, radioterapia y medicación.
Después de la cirugía, una dosis de quimioterapia dentro de la vejiga es útil en la reducción la recurrencia en aquellos que tienen una localización cercana a la vejiga. Los efectos adversos serios no parecerían ser mayores con este tipo de quimioterapia.